# Концерт для фортепиано с оркестром № 2 (Лист)
Концерт для фортепиано с оркестром № 2 ля мажор, S. 125 ― сочинение Ференца Листа, написанное в 1840 году и неоднократно редактировавшееся автором вплоть до 1861 года. Первое исполнение концерта под управлением автора состоялось в Веймаре 7 января 1857 года. Произведение посвящено Гансу Бронзарту фон Шеллендорфу, ученику Листа. Примерная продолжительность концерта составляет 25 минут.

## Структура
Концерт состоит из одной части, поделённой на шесть разделов:
- Adagio sostenuto assai

- Allegro agitato assai
- Allegro moderato
- Allegro deciso
- Marziale un poco meno allegro
- Allegro animato

## Исполнительский состав
Концерт написан для фортепиано и оркестра, состоящего из 3 флейт, 2 гобоев, 2 кларнетов, 2 фаготов, 2 валторн, 2 труб, 3 тромбонов (два тенора, один бас), тубы, литавр, тарелок и струнных.